# یادبود یواس‌اس آریزونا
یادبود یواس‌اس آریزونا (به انگلیسی: USS Arizona Memorial) بنای یادبودی در بندر پرل هاربر در هونولولوی هاوایی است که برای گرامی‌داشت یاد ۱٬۱۰۲ ملوان از ۱٬۱۷۷ خدمهٔ نبردناو یواس‌اس آریزونا که در طی حملهٔ هواپیماهای ژاپنی به پرل هاربر در ۷ دسامبر ۱۹۴۱ کشته‌شدند در محل غرق این نبردناو و بر بالای لاشهٔ آن ساخته شده‌است.
این بنای یادبود که تنها به‌وسیلهٔ قایق قابل دسترسی است در ۳۰ مهٔ ۱۹۶۲ افتتاح گردید و سالیانه بیش از یک میلیون نفر از آن بازدید می‌کنند.

## تاریخچه و مشخصات

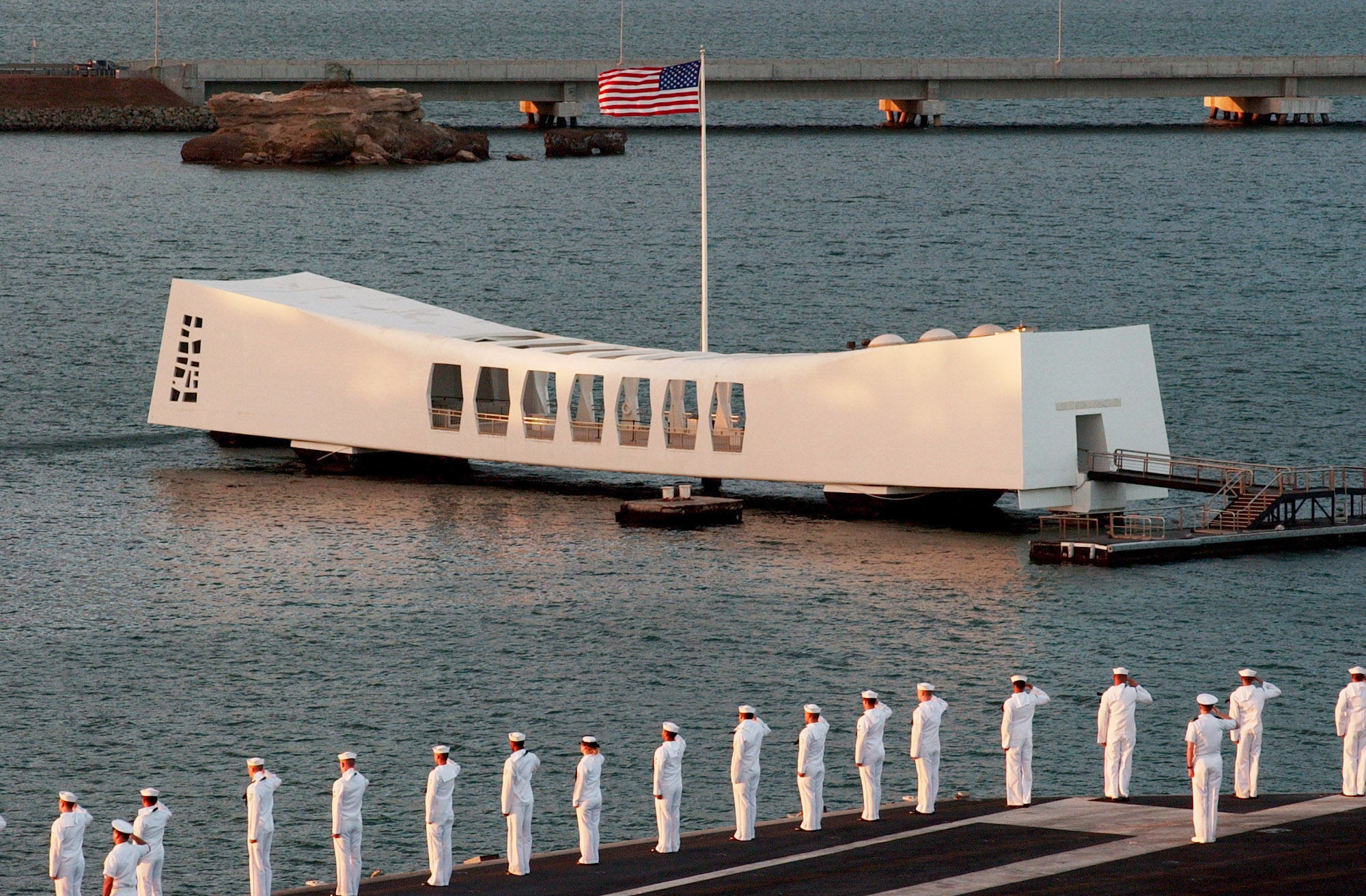
نمایی از بنای یادبود یواس‌اس آریزونا و ادای احترام ملوانان بر عرشهٔ یواس‌اس رونالد ریگان

آلفرد پرایز، معمار اتریشی‌تبار ساکن هونولولو که در ابتدای جنگ جهانی دوم به دلیل اتریشی بودنش به‌عنوان دشمن آمریکا، به‌مدت سه ماه در جزیره سند بازداشت بود این بنای یادبود را طراحی کرده‌است. به خواست نیروی دریایی ایالات متحده این بنا باید به شکل پلی شناور بر بالای کشتی و با ظرفیت ۲۰۰ نفر طراحی می‌شد.
سازهٔ این بنا ۵۶ متر طول داشته و دارای دو رأس قله‌مانند در ابتدا و انتهایش است که به طرف مرکز بنا انحنا می‌یابد. شکل این سازه نمادی بر غرور بالای آمریکاییان در پیش از جنگ، افسردگی ناگهانی آنان پس از حمله به پرل هاربر و افزایش قدرت بیش از پیش آمریکا پس از جنگ است. بااین‌حال منتقدان در ابتدا، طراحی این بنا را همچون یک «پاکت شیر له‌شده» توصیف می‌کردند.
خود پرایز طرحش را چنین توصیف می‌کند: «این سازه در مرکز دچار خمیدگی می‌شود اما در دو انتهای خود با قدرت ایستاده‌است که این حالت بیانگر شکست اولیه و پیروزی نهایی است. از به‌کارگیری مفاهیم غم‌آلود در طراحی این سازه اجتناب شده تا بیننده با تأمل خود در آن به برداشتی حسی و شخصی برسد».
یادبود یواس‌اس آریزونا در ۳۰ مهٔ ۱۹۶۲ (در روز یادبود) توسط اُلین ای تیگ، نمایندهٔ کنگره اهل تگزاس و رئیس امور کهنه‌سربازان و جان ای. برنز، فرماندار هاوایی به‌طور رسمی افتتاح شد. پس از آن نام این بنای یادبود در ۱۵ اکتبر ۱۹۶۶ در فهرست ملی مکان‌های تاریخی به‌ثبت رسید. خود لاشهٔ یواس‌اس آریزونا نیز در ۵ مهٔ ۱۹۸۹، به‌عنوان نشان برجستهٔ تاریخی ملی ثبت گردید گرچه این عنوان شامل بنای یادبود آن نمی‌شود. از مخازن نبردناو غرق‌شده هنوز هم مواد نفتی به سطح آب نشت می‌کند که به آن گاه با عناوینی همچون «اشک‌های آریزونا» یا «اشک‌های سیاه» اشاره می‌شود.
در سال ۱۹۹۹ نبردناو یواس‌اس میزوری که ژاپنی‌ها بر عرشهٔ این کشتی خود را به ژنرال (ارتشبد) داگلاس مک‌آرتور و دریابد چستر نیمیتز تسلیم کردند و بدین ترتیب پایان جنگ جهانی دوم رقم خورد، از سواحل غربی ایالات متحده به پرل هاربر منتقل شد و در نزدیکی بنای یادبود و به‌موازات نبردناو غرق‌شده پهلو گرفت. در کنار هم قرارگیری دو کشتی جنگی نمادی بود از آغاز و پایان مشارکت ایالات متحده در جنگ. با این حال مکان قرارگیری نبردناو میزوری مورد انتقاد کارکنان بنای یادبود قرار گرفت زیرا به اعتقاد آنان این کشتی بزرگ، یادبود یواس‌اس آریزونا را تحت‌الشعاع خود قرار می‌داد. پس نبردناو میزوری را به مکانی دورتر از بنای یادبود اما رو به آن قرار دادند تا نشان دهند اینک میزوری به نگهبانی از بقایای نبردناو آریزونا مشغول است تا آنانی که در میان لاشهٔ آریزونا مدفون شده‌اند در آرامش بیاسایند.

## نگارخانه

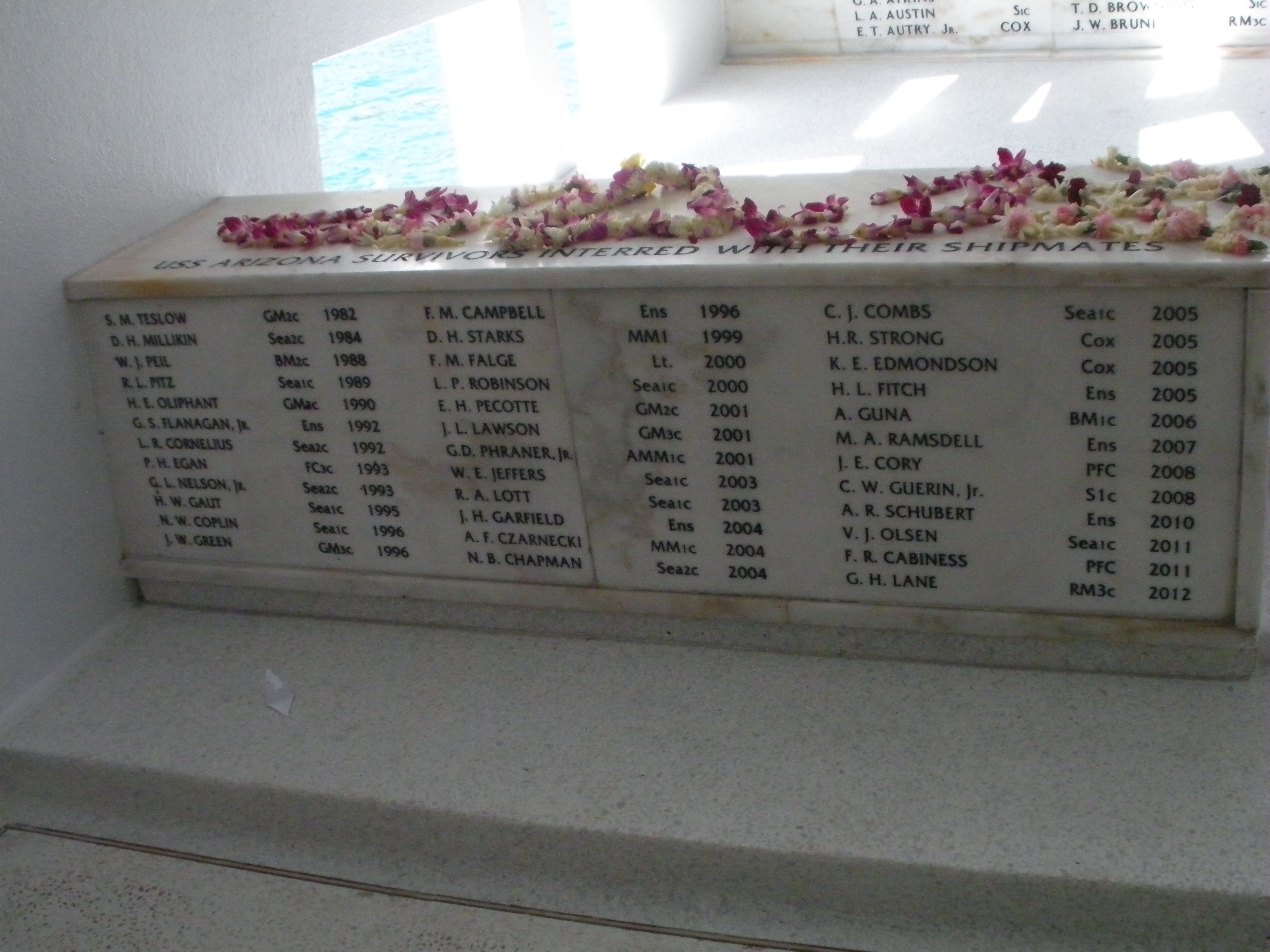
بنای یادبود بازماندگان یواس‌اس آریزونا که بعدا سوزانده شدند و کوزه‌های آنها توسط نیروی دریایی در لاشه قرار داده شد.
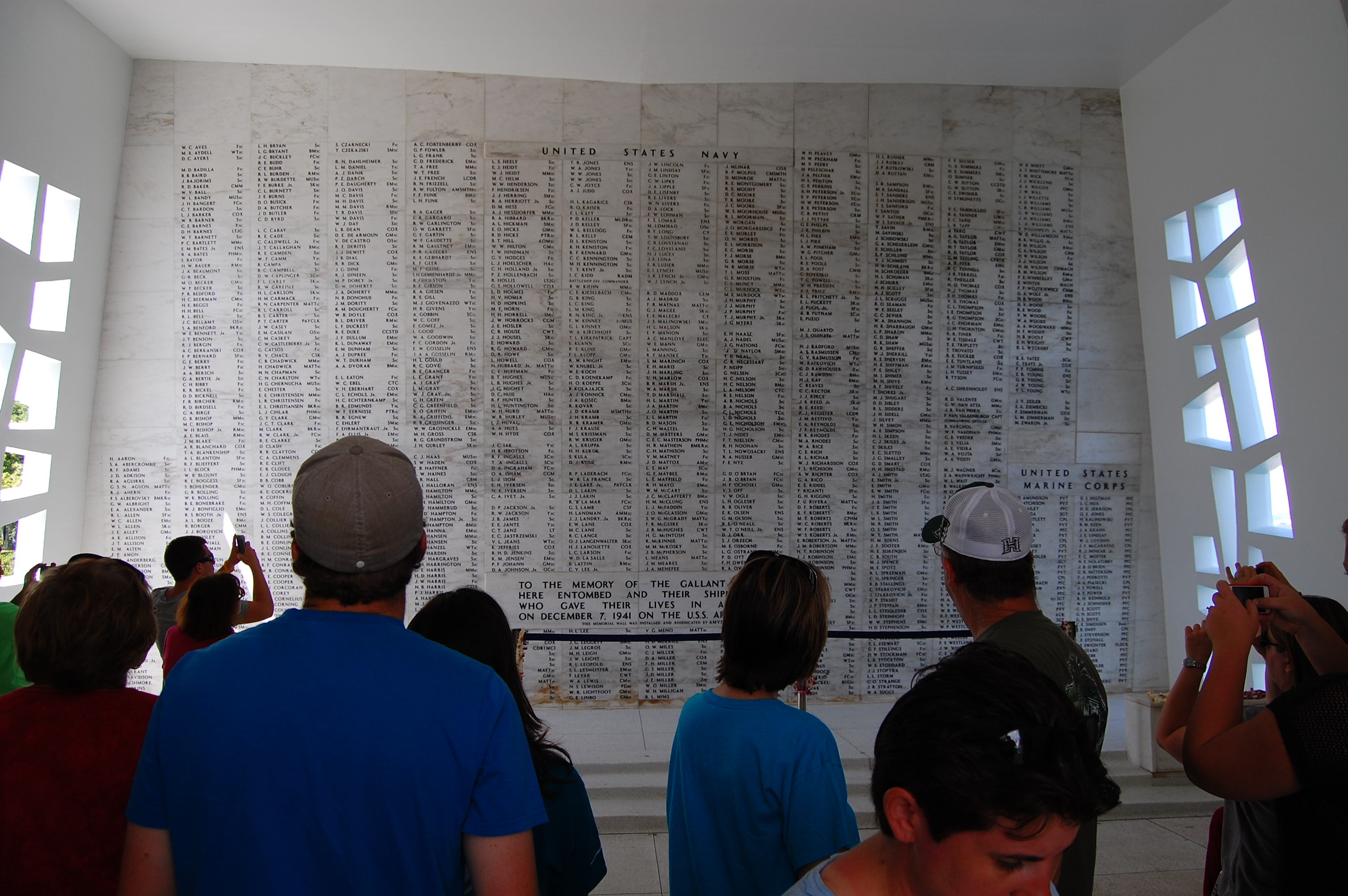
فهرست ملوانان گمشده بر روی سنگ مرمر
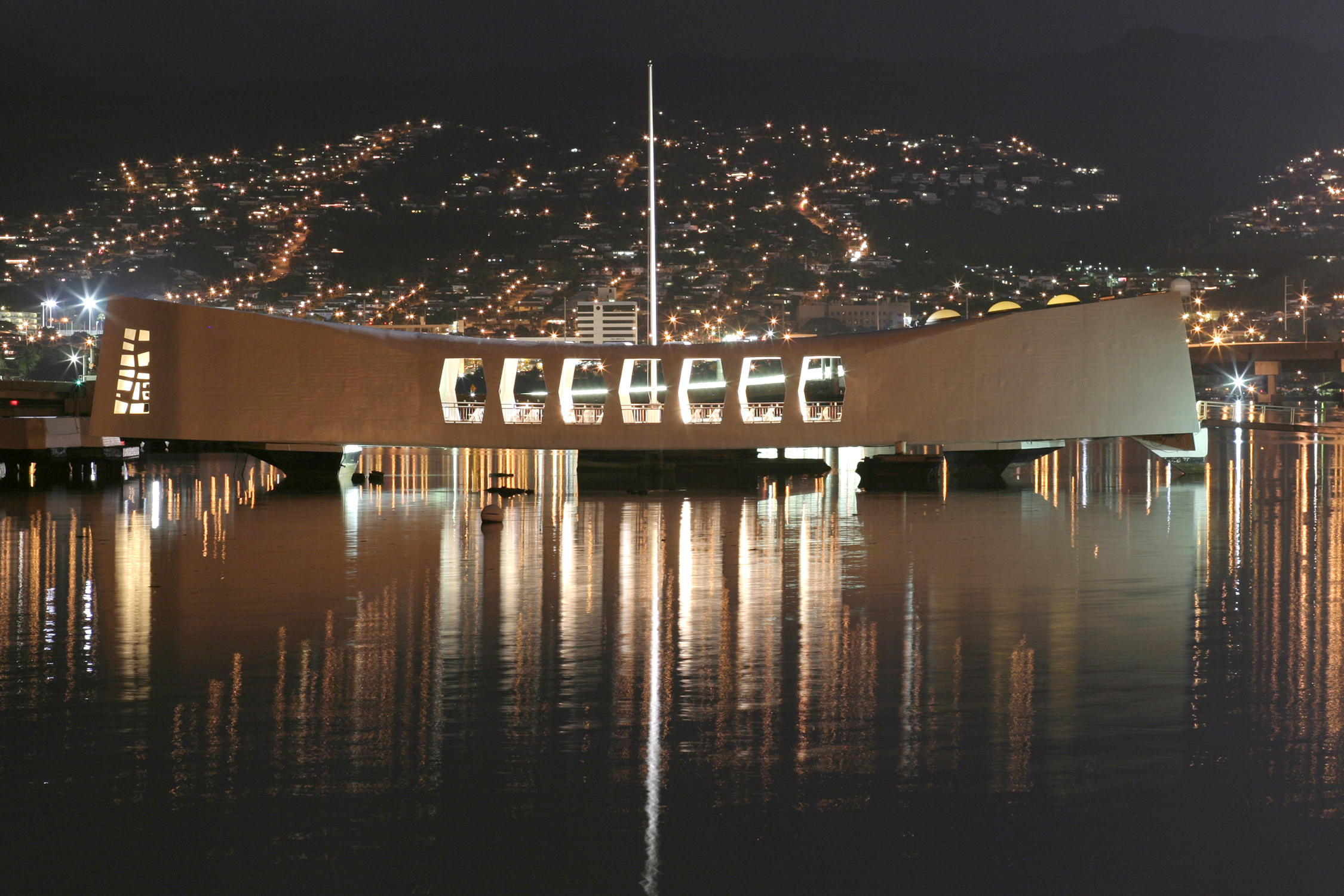
یادبود یواس‌اس آریزونا در شامگاه شصت و دومین سالگرد حمله به پرل هاربر (۷ دسامبر ۲۰۰۳)